# کومسترول
کومسترول (به انگلیسی: Coumestrol) با فرمول شیمیایی C۱۵H۸O۵ یک ترکیب شیمیایی با شناسه پاب‌کم ۵۲۸۱۷۰۷ است. که جرم مولی آن ۲۶۸٫۲۲۱۰۲ g/mol می‌باشد. 